# Anthony Morrow
Anthony Jarrad Morrow (Charlotte, 27 settembre 1985) è un ex cestista statunitense.

## Carriera

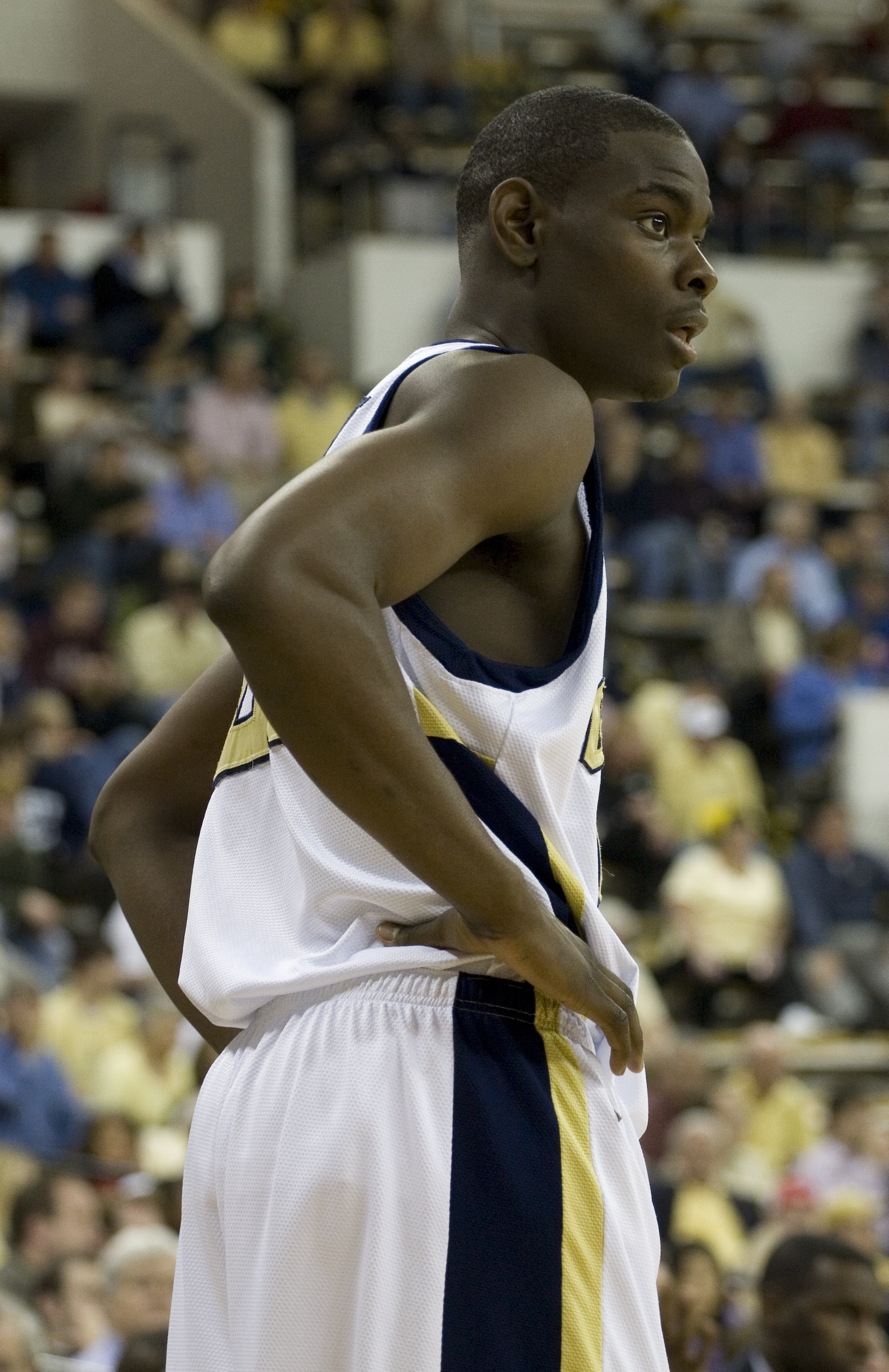
Anthony Morrow ai tempi dell'università

Dopo aver giocato per quattro stagioni nella NCAA a Georgia Tech, non è stato scelto nel Draft NBA 2008, firmando comunque un contratto con i Golden State Warriors. Durante la sua prima partita NBA realizza 37 punti e 11 rimbalzi contro i Los Angeles Clippers, facendo registrare la miglior prestazione di sempre di un giocatore non scelto nel Draft al debutto.
Durante la Summer League 2009 segna 47 punti contro i New Orleans Hornets, stabilendo il record di punti segnati in una partita di Summer League.
Nella stagione NBA 2009-10 stabilisce, contro i Dallas Mavericks, il record personale di sei tiri da tre punti realizzati in una partita.
Il 13 luglio 2010 è stato ceduto ai New Jersey Nets. e termina la stagione 2010-11 con la seconda miglior percentuale di sempre nei tiri da tre punti, dietro a Steve Kerr.
Il 3 febbraio 2012 realizza la sua miglior prestazione in termini di punti realizzati, segnandone 42 ai Minnesota Timberwolves.
Nel luglio 2012 passa agli Atlanta Hawks nell'ambito di una serie di scambi tra le due società. Nel luglio 2014 Morrow firma un triennale da più di 10 milioni di dollari con gli Oklahoma City Thunder.

## Statistiche

### College
| Anno      | Squadra               | PG  | PT | MP   | TC%  | 3P%  | TL%  | RP  | AP  | PRP | SP  | PP   |
| --------- | --------------------- | --- | -- | ---- | ---- | ---- | ---- | --- | --- | --- | --- | ---- |
| 2004-2005 | Georgia T. Yel. Jack. | 31  | 0  | 12,6 | 39,6 | 36,5 | 89,5 | 1,9 | 0,4 | 0,5 | 0,3 | 5,7  |
| 2005-2006 | Georgia T. Yel. Jack. | 28  | 28 | 32,2 | 44,3 | 42,9 | 88,7 | 4,5 | 1,6 | 1,1 | 0,2 | 16,0 |
| 2006-2007 | Georgia T. Yel. Jack. | 32  | 10 | 20,7 | 42,6 | 41,8 | 84,5 | 2,7 | 0,9 | 0,6 | 0,1 | 9,9  |
| 2007-2008 | Georgia T. Yel. Jack. | 32  | 32 | 29,7 | 45,8 | 44,8 | 85,9 | 4,1 | 1,1 | 1,1 | 0,3 | 14,3 |
| Carriera  | Carriera              | 123 | 70 | 23,6 | 43,7 | 42,1 | 86,7 | 3,3 | 1,0 | 0,8 | 0,2 | 11,4 |

### NBA

#### Regular Season
| Anno      | Squadra          | PG  | PT  | MP   | TC%  | 3P%  | TL%  | RP  | AP  | PRP | SP  | PP   |
| --------- | ---------------- | --- | --- | ---- | ---- | ---- | ---- | --- | --- | --- | --- | ---- |
| 2008-2009 | G.S. Warriors    | 67  | 17  | 22,6 | 47,8 | 46,7 | 87,0 | 3,0 | 1,2 | 0,5 | 0,2 | 10,1 |
| 2009-2010 | G.S. Warriors    | 69  | 37  | 29,2 | 46,8 | 45,6 | 88,6 | 3,8 | 1,5 | 0,9 | 0,2 | 13,0 |
| 2010-2011 | N.J. Nets        | 58  | 47  | 32,0 | 45,0 | 42,3 | 89,7 | 3,0 | 1,2 | 0,3 | 0,1 | 13,2 |
| 2011-2012 | N.J. Nets        | 62  | 18  | 26,4 | 41,3 | 37,1 | 93,3 | 2,0 | 1,0 | 0,7 | 0,1 | 12,0 |
| 2012-2013 | Atlanta Hawks    | 24  | 1   | 12,5 | 42,3 | 39,5 | 88,9 | 1,1 | 0,4 | 0,5 | 0,0 | 5,2  |
| 2012-2013 | Dallas Mavericks | 17  | 0   | 4,8  | 50,0 | 20,0 | 100  | 0,2 | 0,2 | 0,1 | 0,0 | 2,3  |
| 2013-2014 | N.O. Pelicans    | 76  | 9   | 18,8 | 45,8 | 45,1 | 82,8 | 1,8 | 0,8 | 0,5 | 0,2 | 8,4  |
| 2014-2015 | Oklahoma Thunder | 74  | 0   | 24,4 | 46,3 | 43,4 | 88,8 | 2,6 | 0,8 | 0,7 | 0,1 | 10,7 |
| 2015-2016 | Oklahoma Thunder | 68  | 6   | 13,6 | 40,8 | 38,7 | 74,4 | 0,9 | 0,4 | 0,3 | 0,1 | 5,6  |
| 2016-2017 | Oklahoma Thunder | 40  | 7   | 15,7 | 38,6 | 29,4 | 88,5 | 0,7 | 0,5 | 0,6 | 0,1 | 5,8  |
| 2016-2017 | Chicago Bulls    | 9   | 0   | 9,7  | 41,4 | 42,9 | 100  | 0,2 | 0,7 | 0,2 | 0,0 | 4,6  |
| Carriera  | Carriera         | 564 | 142 | 21,8 | 44,7 | 41,7 | 88,0 | 2,2 | 0,9 | 0,6 | 0,1 | 9,4  |

#### Playoffs
| Anno     | Squadra          | PG | PT | MP  | TC%  | 3P%  | TL% | RP  | AP  | PRP | SP  | PP  |
| -------- | ---------------- | -- | -- | --- | ---- | ---- | --- | --- | --- | --- | --- | --- |
| 2016     | Oklahoma Thunder | 14 | 0  | 5,4 | 45,8 | 35,7 | 100 | 0,1 | 0,1 | 0,1 | 0,0 | 2,6 |
| 2017     | Chicago Bulls    | 3  | 0  | 9,7 | 55,6 | -    | 100 | 1,0 | 0,7 | 0,0 | 0,0 | 4,0 |
| Carriera | Carriera         | 17 | 0  | 6,2 | 48,5 | 35,7 | 100 | 0,3 | 0,2 | 0,1 | 0,0 | 2,9 |

#### Massimi in carriera
Statistiche aggiornate all'14 novembre 2016
- Massimo di punti: 42 vs Minnesota Timberwolves (3 febbraio 2012)
- Massimo di rimbalzi: 12 vs Phoenix Suns (15 aprile 2009)
- Massimo di assist: 6, due volte
- Massimo di stoppate: 6 vs Detroit Pistons (27 febbraio 2010)

## Palmarès
- Miglior tiratore da tre punti NBA (2009)